# 胡寧縣 (聖路易省)

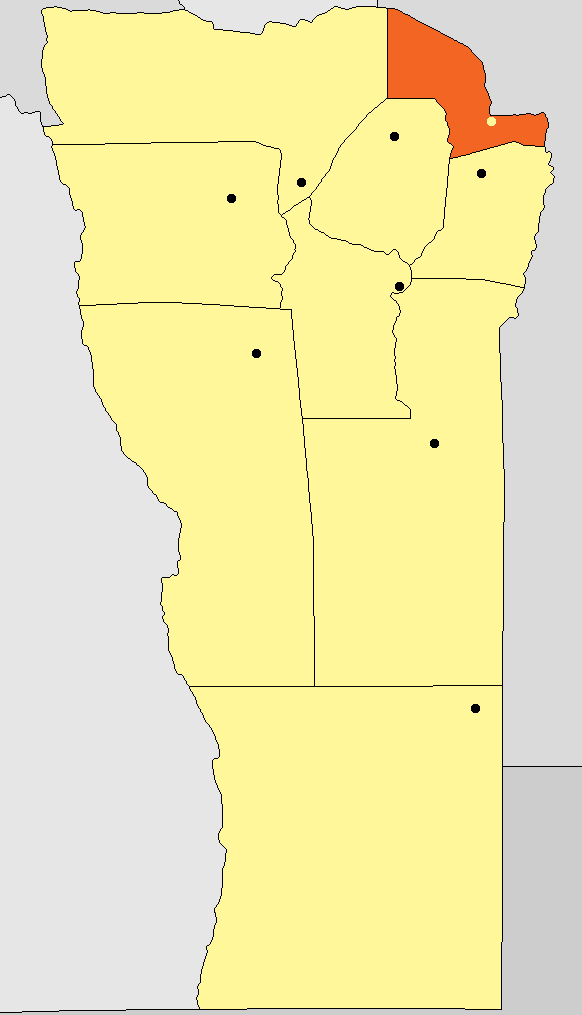

32°20′S 65°12′W / 32.333°S 65.200°W
胡寧縣（西班牙語：Departamento Junín），是阿根廷的縣份，位於該國中北部聖路易省，首府設於聖羅莎德孔拉拉，面積2,476平方公里，2010年人口28,933，人口密度每平方公里11.7人。